# Ridgefield (Connecticut)
Ridgefield – miasto w Stanach Zjednoczonych, w stanie Connecticut, w hrabstwie Fairfield.